# Orcas Village (Washington)
Orcas Village es un área no incorporada ubicada en el condado de San Juan en el estado estadounidense de Washington.

## Geografía
Orcas Village se encuentra ubicado en las coordenadas 48°42′0″N 122°54′46″O / 48.70000, -122.91278.